# Moto Guzzi V7 Record
La Moto Guzzi V7 Record, anche detta  Moto Guzzi V7 Sport prototipo 1, è una motocicletta da record, prototipo per la costruzione in serie della V7 Sport, realizzata dalla Moto Guzzi nel 1969.

## Storia del progetto
Nell'ambito dello studio per il futuro modello V7 Sport, il reparto esperienze  Guzzi, guidato da Lino Tonti e Umberto Todero, aveva dato corpo al progetto realizzando un prototipo di moto sportiva, accreditato di 65 Cv e 185 Kg di peso, grazie al nuovo telaio e al nuovo motore, di schema identico a quello del modello "V7 700", ma sottoposto ad una radicale opera di potenziamento.
Al fine di saggiare le caratteristiche della nuova moto e contemporaneamente avviare il battage pubblicitario, il prototipo venne dotato di carenatura integrale e presentato alla stampa sul circuito di Monza, dove la Moto Guzzi aveva intenzione di tentare i prestigiosi record di velocità sulle distanze dei 100 e 1000 km, nelle classi 750 e 1000. 

Remo Venturi con il prototipo "V7 Sport", all'Autodromo nazionale di Monza, nel giugno 1969.

Per l'occasione, era stata convocata una pattuglia di valenti piloti-collaudatori, composta da Guido Mandracci, Angelo Tenconi, Silvano Bertarelli, Roberto Patrignani, Remo Venturi, Vittorio Brambilla e Alberto Pagani. In due sessioni di prove la nuova motocicletta batté 19 record mondiali di velocità.
La prima sessione di prove, effettuata nel giugno 1969, dovette essere sospesa a causa della inadeguatezza delle coperture dell'epoca, rispetto al peso e alle prestazioni della moto. Il ritmo imposto si rivelò troppo elevato e lo pneumatico posteriore della moto condotta da Remo Venturi esplose ad altissima velocità, fortunatamente senza conseguenze irreparabili per il pilota.
Durante la seconda sessione di prove del 30 e 31 ottobre, il prototipo tornò in pista per completare il programma, finalmente dotato di pneumatici all'altezza della situazione, appositamente realizzati dalla Dunlop, riuscendo a battere gli ambìti record mondiali per le classi 750 e 1.000 cm³, sulle distanze di 100 e 1.000 km, rispettivamente conquistati con le medie velocistiche di 218,426 e 205,932 km/h.
Nonostante le straordinarie doti dimostrate, la Moto Guzzi V7 Record rimase un pezzo unico perché Tonti e Todero non erano ancora soddisfatti della loro opera e decisero di migliorarla ulteriormente, affinando le modifiche al motore e riprogettando completamente la ciclistica.